# Brussels Cycling Classic 2024
De 104e editie van de wielerwedstrijd Brussels Cycling Classic (vóór 2013; Parijs-Brussel) werd gehouden op 2 juni 2024. De koers startte en finishte in Brussel. De wedstrijd maakte deel uit van de UCI ProSeries, in de categorie 1.Pro. De Fransman Arnaud Démare was de titelverdediger.

## Deelnemende ploegen
| WorldTour                 | ProContinentaal         | ProContinentaal               |
| ------------------------- | ----------------------- | ----------------------------- |
| Arkéa-B&B Hotels          | Bingoal WB              | TotalEnergies                 |
| Alpecin-Deceuninck        | Caja Rural-Seguros RGA  | Uno-X Mobility                |
| BORA-hansgrohe            | Equipo Kern Pharma      | VF Group-Bardiani CSF-Faizanè |
| Cofidis                   | Israel-Premier Tech     |                               |
| Groupama-FDJ              | Lotto Dstny             |                               |
| Intermarché-Wanty         | Q36.5 Pro Cycling Team  |                               |
| Soudal Quick-Step         | TDT-Unibet Cycling Team |                               |
| Team dsm-firmenich PostNL | Team Flanders-Baloise   |                               |
| UAE Team Emirates         | Team Novo Nordisk       |                               |

## Verloop
Met Jonas Abrahamsen wint voor het eerst een Noor de Brussels Cycling Classic. De sterke renner van het Uno-X team verraste iedereen met een late aanval. Op 12km van het einde demarreerde hij op de Heiligekruiswegstraat. Alleen de Slovaak Martin Svrcek die eerder al in de vroege aanval zat, ging mee met de Noor, maar moest op 3 km van het einde zich gewonnen geven. Abrahamsen bleef uiteindelijk uit de greep van het peloton en hield 4 seconden over. De  Eritreeër Birham Girmay en de Australiër Kaden Groves mochten mee op het podium.

## Uitslag
| Brussels Cycling Classic 2024 |                       |                               |          |
| Plaats                        | Naam                  | Ploeg                         | Tijd     |
| Winnaar                       | Jonas Abrahamsen      | Uno-X Mobility                | 4u53'23" |
| 2                             | Biniam Girmay         | Intermarché-Wanty             | z.t.     |
| 3                             | Kaden Groves          | Alpecin-Deceuninck            | z.t.     |
| 4                             | Pascal Ackermann      | Israel-Premier Tech           | z.t.     |
| 5                             | Matteo Moschetti      | Q36.5 Pro Cycling Team        | z.t.     |
| 6                             | Juan Sebastián Molano | UAE Team Emirates             | z.t.     |
| 7                             | Filippo Fiorelli      | VF Group-Bardiani CSF-Faizanè | z.t.     |
| 8                             | Lionel Taminiaux      | Lotto Dstny                   | z.t.     |
| 9                             | Milan Fretin          | Cofidis                       | z.t.     |
| 10                            | Francisco Galván      | Equipo Kern Pharma            | z.t.     |
|                               |                       |                               |          |
| 12                            | Casper van Uden       | Team dsm-firmenich PostNL     | z.t.     |

Ronde van Valencia ·
Figueira Champions Classic ·
Ronde van Oman ·
Clásica de Almería ·
Ronde van de Algarve ·
Ruta del Sol ·
Ardèche Classic ·
Drôme Classic ·
Kuurne-Brussel-Kuurne ·
Trofeo Laigueglia ·
Nokere Koerse ·
Milaan-Turijn ·
GP Denain ·
Bredene Koksijde Classic ·
Grote Prijs Miguel Indurain ·
Scheldeprijs ·
Brabantse Pijl ·
Ronde van de Alpen ·
Ronde van Turkije ·
Grote Prijs van Plumelec ·
Tro Bro Léon ·
Ronde van Hongarije ·
Vierdaagse van Duinkerke ·
Boucles de la Mayenne ·
Ronde van Noorwegen ·
Circuit Franco-Belge ·
Brussels Cycling Classic ·
Dwars door het Hageland ·
Ronde van België ·
Ronde van Slovenië ·
Ronde van het Qinghaimeer ·
Ronde van Wallonië ·
Arctic Race of Norway ·
Ronde van Burgos ·
Ronde van Denemarken ·
Ronde van Duitsland ·
Maryland Cycling Classic ·
Ronde van Groot-Brittannië ·
Grote Prijs van Fourmies ·
GP Industria & Artigianato-Larciano ·
Coppa Sabatini ·
Grote Prijs van Wallonië ·
Ronde van Luxemburg ·
Super 8 Classic ·
Ronde van Langkawi ·
Ronde van het Münsterland ·
Ronde van Emilia ·
Parijs-Tours ·
Coppa Bernocchi ·
Ronde van de Drie Valleien ·
Ronde van Piemonte ·
Ronde van het Taihu-meer ·
Ronde van Veneto ·
Japan Cup ·
Veneto Classic
1893 · 
1894 - 1905 · 
1906 · 
1907 · 
1908 · 
1909 · 
1910 · 
1911 · 
1912 · 
1913 · 
1914 · 
1915 · 
1916 · 
1917 · 
1918 · 
1919 · 
1920 · 
1921 · 
1922 · 
1923 · 
1924 · 
1925 · 
1926 · 
1927 · 
1928 · 
1929 · 
1930 · 
1931 · 
1932 · 
1933 · 
1934 · 
1935 · 
1936 · 
1937 · 
1938 · 
1939 · 
1940 - 1945 · 
1946 · 
1947 · 
1948 · 
1949 · 
1950 · 
1951 · 
1952 · 
1953 · 
1954 · 
1955 · 
1956 · 
1957 · 
1958 · 
1959 · 
1960 · 
1961 · 
1962 · 
1963 · 
1964 · 
1965 · 
1966 · 
1967 - 1972 · 
1973 · 
1974 · 
1975 · 
1976 · 
1977 · 
1978 · 
1979 · 
1980 · 
1981 · 
1982 · 
1983 · 
1984 · 
1985 · 
1986 · 
1987 · 
1988 · 
1989 · 
1990 · 
1991 · 
1992 · 
1993 · 
1994 · 
1995 · 
1996 · 
1997 · 
1998 · 
1999 · 
2000 · 
2001 · 
2002 · 
2003 · 
2004 · 
2005 · 
2006 · 
2007 · 
2008 · 
2009 · 
2010 · 
2011 ·
2012 · 
2013 ·
2014 ·
2015 ·
2016 ·
2017 ·
2018 ·
2019 ·
2020 · 
2021 · 
2022 · 
2023 · 
2024